# Polypora balkhaschensiformis
Polypora balkhaschensiformis är en mossdjursart som beskrevs av Nekhoroshev 1948. Polypora balkhaschensiformis ingår i släktet Polypora och familjen Fenestellidae. Inga underarter finns listade i Catalogue of Life.